# Nótári Tamás
Nótári Tamás (1976 –) római-jogász, klasszika-filológus, medievista.

## Egyetemi tanulmányai
Felsőfokú tanulmányokat a Szegedi Tudományegyetem Állam és jogtudományi Karán folytatott (diploma éve: 2000), továbbá a SZTE Bölcsészettudományi Karán klasszikafilológusi diplomát szerzett (2001), a SZTE BTK medievisztika tanszékén PhD képzésben részesült (2000-2003).

## Tudományos fokozatai
- Jogtudományi PhD summa cum laude minősítéssel 2005-ben római jogi tárgyú dolgozattal (KRE ÁJK).
- Történettudományi PhD summa cum laude minősítéssel 2006-ban középkortörténeti és középlatin filológiai tárgyú dolgozattal (SZTE BTK).
- Habilitáció az Eötvös Loránd Tudományegyetem Állam- és Jogtudományi Karán 2009-ben
- "Az MTA Doktora" (Doctor Scientiarum) cím 2016-ban

A Magyar Tudományos Akadémia Társadalomtudományi Kutatóközpont Jogtudományi Intézetének tudományos főmunkatársa, valamint a kolozsvári Sapientia Erdélyi Magyar Tudományegyetem jogtudományi tanszékének társult oktatója.

## Kutatási területei
A jogtudomány és retorika az ókori Rómában, antik és kora középkori államelmélet, középkori és humanista historiográfia. Mindeddig mintegy 350 publikációja (monográfia, könyv, könyvrészlet, tanulmány, recenzió) jelent meg magyar, latin, német, angol, francia, spanyol, román és szerb nyelven bel- és külföldön (Dél-afrikai Köztársaság, Chile, Mexikó, Belgium, Egyesült Királyság, Svédország, Hollandia, Belgium, Olaszország, Görögország, Spanyolország, Németország, Ukrajna, Szlovákia, Románia, Szerbia). 80 külföldi (Olaszország, Görögország, Svédország, Spanyolország, Dél-Afrikai Köztársaság, Hollandia, Belgium, Ukrajna, Románia, Szlovákia és Szerbia) és belföldi római jogi, jogtörténeti, ókortudományi, középkortörténeti és jogtudományi konferencián tartott előadást angol, német, latin és magyar nyelven.

## Fontosabb publikációi

### Könyvek és monográfiák
- Exemplaria Graeca – Görög bölcsességek latin és magyar fordítással. Belvedere Segédkönyvtár II. Szeged, Belvedere Meridionale, 1999. 192 old. (társszerző Dér T.)
- Marcus Tullius Cicero, Négy védőbeszéd. Szeged, Lectum, 2004. 226 old. (Előszó: Hamza G.)
- Iuridicophilologica. Tíz tanulmány. Budapest, KRE ÁJK, 2004. 218 old. (Előszó: Szádeczky-Kardoss Samu)
- Források Salzburg kora középkori történetéből. Szeged, Lectum, 2005. 230 old.
- Görög bölcsességek. Tanuld és tanítsd a jobbat! Szeged, Lectum, 2005. 288 old. (társszerző Dér T.)
- Jog, vallás és retorika. Studia Mureniana. Szeged, Lectum, 2006. 322 old. .[halott link] (Második bővített és átdolgozott kiadás, Budapest, Magyar Közlöny Lap- és Könyvkiadó, 2008. 365 old.)
- Hogyan nyerjük meg a választásokat? Quintus Tullius Cicero: A hivatalra pályázók kézikönyve. Fordította, a jegyzeteket, az előszót és az utótanulmányt írta Nótári Tamás. Szerkesztette és a kísérő tanulmányt írta Németh Gy. Szeged, Lectum, 2006. 156 old.  [halott link]
- Mit hoz a múlt? Jog- és kultúrtörténeti tanulmányok I. Budapest, Korona, 2006. 503 old. (társszerző Hamza G.)
- A salzburgi historiográfia kezdetei. Szegedi Középkortörténeti Könyvtár 23. Szeged, Szegedi Középkorász Műhely, 2007. 342 old.[1]
- Zarah Leander – Díva a Harmadik Birodalom árnyékában. Szeged, Lectum, 2007. 240 old.  Archiválva 2008. január 11-i dátummal a Wayback Machine-ben
- Studia Iuridico-philologica I. Studies in Classical and Medieval Philology and Legal History. Hungarian Polis Studies 14. Debrecen, 2007. 313 old.
- A jognak asztalánál… 1111 jogi regula és szentencia latinul és magyarul. Budapest, Magyar Közlöny Lap- és Könyvkiadó, 2008. 291 old.
- Law, Religion and Rhetoric in Cicero’s Pro Murena. Passau, Schenk Verlag, 2008. 200 old. (Foreword: Hamza G.)
- Show Trials and Lawsuits in Early-Medieval Bavaria. Rechtsgeschichtliche Vorträge 53. Budapest, 2008. 101 old.
- Sapientia liberat animum. Sententiae Graecae et Latinae. Bibliotheca Latina IV. Saarbrücken, Societas Latina, 2008. 189 old. (társszerző Dér T.)
- Marcus Tullius Cicero, Válogatott védőbeszédek I. Szeged, Lectum, 2009. 482 old. (Előszó: Maróti E.)
- Marcus Tullius Cicero, Válogatott védőbeszédek II. Szeged, Lectum, 2009. 224 old. (Előszó: Maróti E.)
- Marcus Tullius Cicero, Válogatott vádbeszédek. Szeged, Lectum, 2010. 410 old. (Előszó: Maróti E.)
- Tényálláskezelés és szónoki taktika Cicero védőbeszédeiben. Szeged, Lectum, 2010. 370 old.
- A magyar szerzői jog fejlődése. Szeged, Lectum, 2010. 332 old.
- Bavarian Historiography in Early-Medieval Salzburg. Passau, Schenk, 2010. 192 old.
- Marcus Tullius Cicero összes perbeszédei. Szeged, Lectum, 2010. 1276 old.[halott link]
- Prudentia Iuris Gentium Potestate. Ünnepi tanulmányok Lamm Vanda tiszteletére. Budapest, MTA JTI, 2010. 530 old. (Társszerkesztő)
- Ünnepi tanulmányok Sárközy Tamás 70. születésnapjára. Szeged, Lectum, 2010. 518 old. (Szerkesztő)
- Lex Baiuvariorum – A bajorok törvénye. Szeged, Lectum, 2011. 266 old.
- Római köz- és magánjog. Kolozsvár, Scientia, 2011. 528 old. (= Római köz- és magánjog. Szeged, Lectum, 2011. 421 old.)
- Marcus Tullius Cicero – válogatott perbeszédek. Szeged, Lectum, 2011. 580 old.
- A jogi latin nyelv alapjai. Budapest, Patrocínium, 2011. 94 old. (társszerző Sándor P. L.)
- Szellemi tulajdon – építészeti alkotás. Szeged, Lectum, 2011. 174 old. (társszerző Bakos K.)
- Handling of Facts and Forensic Tactics in Cicero’s Defence Speeches. Passau, Schenk, 2012. 304 old.
- Jog és társadalom a Lex Baiuvariorumban. Szeged, Lectum, 2012. 410 old.
- Caesarianae. Marcus Tullius Cicero beszédei Caesar mint bíró előtt; ford., jegyz., bev. Nótári Tamás; Lectum, Szeged, 2013
- Jogi regulák és szentenciák latinul és magyarul; Lectum, Szeged, 2013
- Levelek Molnár Ferenchez. Cenner Mihály hagyatékából; sajtó alá rend. Nótári Tamás; Lectum, Szeged, 2013
- Quintus Tullius Cicero: Hogyan nyerjük meg a választásokat? A hivatalra pályázók kis kézikönyve; ford., jegyz., előszó Nótári Tamás, szerk., tan. Németh György; Lectum, Szeged, 2014
- A kora középkori bajor jogrendszer a Lex Baiuvariorum tükrében; Lectum, Szeged, 2014
- Római jog; Lectum, Szeged, 2014
- Studies in Roman Public and Private Law. CH Beck, Bukarest, 2014
- Law and Society in Lex Baiuvariorum. Schenk, Passau 2014
- Development of Hungarian Copyright Law. CH Beck, Bukarest, 2014
- Legal and Rhetorical Aspects of Cicero's Murder Trials. CH Beck, Bukarest, 2014
- I. Miklós pápa válaszai a bolgárok kérdéseire. Lectum, Szeged, 2015.
- Marcus Tullius Cicero: Válogatott politikai beszédek I-II. Lectum, Szeged, 2016
- Görög bölcsességek – Tanuld és tanítsd a jobbat! Lectum, Szeged, 2017 (társszerző Dér T.)
- Válogatott tanulmányok a jogi kultúrtörténet köréből I. Lectum, Szeged, 2017
- Román nemzetközi kollíziós magánjog. Lectum, Szeged, 2017. (társszerzők Vörös I., Kokoly Zs., Székely J.)
- Jogtörténeti tanulmányok. Forum Iuris, Kolozsvár, 2018

### Tanulmányok, könyvrészletek (válogatás)
- De iure vitae necisque et exponendi. Jogtudományi Közlöny 53. 1998/11. 421-434.
- Studiorum atque artium contentio (Cic. Mur. 22-30). Aetas 1999/1-2. 224-243.
- Vallástörténeti megjegyzések az Aeneis XII. 725-727. sorához. Belvedere Meridionale 11. 1999/5-6. 4-20.
- Szemelvények Aeneas Sylvius Piccolomini „Európa” c. művéből – fordítás és bevezetés. Documenta Historica 42. A JATE Történész Diákkör kiadványa. Szeged 1999. 42 old.
- A török terjeszkedés állomásai Aeneas Sylvius Piccolomini „Európa” című művében. Aetas 1999/4. 149-162.
- Medea Palatina – Megjegyzések Cicero Caelianájához különös tekintettel Clodia személyére. Aetas 2000/1-2. 5-23.
- Conversio Bagoariorum et Carantanorum. Aetas 2000/3. 93-111.
- Jogtudomány és retorika – Cicero pro Murena 26. Jogtudományi Közlöny 56. 2001/12. 470-483.
- Megjegyzések a Conversio Bagoariorum et Carantanorum avar vonatkozású fejezeteihez. Tanulmányok a középkorról. A II. Medievisztikai PhD-konferencia előadásai. Szerk. Weisz B.–Balogh L.–Szarka J. Szeged, 2001. 67-84.
- Numen és numinozitás – a római tekintélyfogalom vallási gyökerei. Aetas 2003/4. 33-54.
- Aeneas Sylvius Piccolomini szónoki művészete. Középkortörténeti tanulmányok. A III. Medievisztikai PhD-Konferencia előadásai. Szerk. Weisz B. Szeged 2003. 103-112.
- Festuca autem utebantur quasi hastae loco. Acta Facultatis Politico-Iuridicae Universitatis Scientiarum Budapestinensis de Rolando Eötvös nominatae 41. 2004. 133-162.
- Summum ius summa iniuria. Magyar Jog 51. 2004/7. 385-393.
- The Function of the Flamen Dialis in the Marriage Ceremony. Annales Universitatis Scientiarum Budapestinensis de Rolando Eötvös nominatae, Sectio Iuridica 45. 2004. 157-165.
- Summum Ius Summa Iniuria – Comments on the Historical Background of a Legal Maxim of Interpretation. Acta Juridica Hungarica 44. 2004/1-2. 301-321.
- Két forrás a kora középkori Salzburgból, Notitia Arnonis – Epistola Theotmari. Aetas 2004/2. 72–95.
- Megjegyzések egy jogértelmezési maxima történeti hátteréhez. Jogtudományi Közlöny 59. 2004/7-8. 221-229.
- Az együtt elhalás problematikája a történetiség és az új Ptk koncepciójának tükrében. (társszerző Papp T.) Acta Universitatis Szegediensis, Acta Juridica et Politica Tom. 66. Fasc. 16. Szeged 2004. 21 old.
- On Some Aspects of the Roman Concept of Authority. Acta Juridica Hungarica 45. 2005/1-2. 95-114.
- De matrimonio cum manu. Jogtörténeti Szemle 2005. 2. 52-65.
- Hésiodos jogkoncepciója. Jogtudományi Közlöny 60. 2005/7-8. 328-338.
- Tassilo III’s dethronement – contributions to an early-middle-age show trial. Publicationes Universitatis Miskolciensis. Sectio Iuridica et Politica 23. 2005. 65–90.
- On the Avar-related chapters of the Conversio Bagoariorum et Carantanorum. Chronica 5. 2005. 26–39.
- Adalékok Virgil apát és püspök bajorországi működéséhez. In: Medievisztikai tanulmányok. A IV. Medievisztikai PhD-konferencia előadásai. Szerk. Marton Sz.–Teiszler É. Szeged 2005. 99-122.
- III. Tasziló trónfosztása – adalékok egy koraközépkori koncepciós perhez. Jogtudományi Közlöny 60. 2005/12. 503-516.
- Személyállapot és társadalomszerkezet a kora középkori Bajorországban. Acta Facultatis Politico-Iuridicae Universitatis Budapestinensis 42. 2005. 163-186.
- Az együtt elhalás problematikája. (társszerző Papp T.) Magyar Jog 52. 2005/10. 557-586.
- Die Problematik des gemeinsamen Todes im Lichte der Geschichtlichkeit und der neuen ungarischen BGB-Konzeption. (társszerző Papp T.) Acta Universitatis Szegediensis, Acta Juridica et Politica Tom. 67. Fasc. 16. Szeged 2005. 23
- Remarques sur le ius vitae necisque et le ius exponendi. Studia Iuris Caroliensia 1. 2006. 151-170.
- The Scales as the Symbol of Justice in the Iliad. Acta Juridica Hungarica 45. 2005/3-4. 249-259.
- Választási kampánystratégia az ókori Rómában. (társszerző Németh Gy.) Jogtudományi Közlöny 61. 2006/7-8. 268-279.
- Comments on the Origin of the legis actio sacramento in rem. Acta Juridica Hungarica 47. 2006/2. 133-155.
- Duellum sacrum – gondolatok a legis actio sacramento in rem eredete kapcsán. Állam- és Jogtudomány 47. 2006/1. 87-113.
- Bürgergemeinschaft und Rechtsgedanke bei Hesiod. In: Politai et Cives. Epigraphica III. Hungarian Polis Studies 13. Edd. Gy. Németh–P. Forisek. Debrecen 2006. 7-26.
- Szakralitás és szimbolikus harc – adalékok a legis actio sacramento in rem eredetéhez. In: Jogi kultúrák, processzusok, rituálék, szimbólumok. Szerk. Mezey B. Budapest 2006. 267-292.
- Hesiod und die Anfänge der Rechtsphilosophie. Annales Universitatis Scientiarum Budapestinensis de Rolando Eötvös nominatae, Sectio Iuridica 47. 2006. 341-361.
- From auctoritas to Authority – Remarks on the Roman Concept of Numinousity. Orbis Iuris Romani. Journal of Ancient Law Studies 11. 2006. 117-140.
- Virgil püspök bajorországi jogvitáinak margójára. In: Ünnepi tanulmányok Máthé Gábor 65. születésnapja tiszteletére. Szerk. Mezey B.–Révész T. M. Budapest, Gondolat, 2006. 369-384.
- On Two Sources of the Early Bulgarian Christianity. Chronica 6. 2007. 37-51.
- Problematika Komorijenta. Tokom istorije i prema koncepciji novog madarskog gradnoskog zakonika. (társszerző Papp T.) Europski Pravik 2006. 2. 175-194.
- Bevezető rendelkezések, Személyek. In: A Polgári Törvénykönyv magyarázata I. A személyek joga. Szerk Török G. Budapest 2006. 7-101.
- Dologi jog. In: A Polgári Törvénykönyv magyarázata II. Dologi jog. Szerk Török G. Budapest 2006. 5-53.
- Kötelmi jog. In: A Polgári Törvénykönyv magyarázata IV. Kötelmi jog. Különös rész. Szerk Török G. Budapest 2006. 5-51.
- Öröklési jog. Az öröklési jog általános szabályai. Törvényes öröklés. In: A Polgári Törvénykönyv magyarázata V. Öröklési jog. Szerk Török G. Budapest 2006. 1-172.
- Savigny és a történeti jogi iskola hatása a XIX. századi francia jogtudományra. In: Kormányzás és kodifikáció. Tanulmányok az Újkori Európa jogfejlődéséről. Szerk. Rácz L. Budapest 2006. 205-226.
- Adalékok a legis actio sacramento in rem eredetéhez. Antik Tanulmányok 51. 2007. 71-94.
- De summo iure summaque iniuria apud Ciceronem. Vox Latina 43. 2007. 346-350.
- The Spear as the Symbol of Property and Power in Ancient Rome. Acta Juridica Hungarica 48. 2007/3. 231-257.
- Virgil és Bonifác – egy konfliktus jogi és irodalmi síkjai a kora középkorban. Jogtudományi Közlöny 62. 2007/3. 100-111.
- Enea Silvio Piccolomini és a jogtudomány kapcsolata. Jogtudományi Közlöny 62. 2007/9. 407-412.
- On Bishop Virgil’s Litigations in Bavaria. Acta Juridica Hungarica 48. 2007. 49-70.
- Conversio Bagoariorum et Carantanorum – Document of an Early Medieval Show Trial. Publicationes Universitatis Miskolciensis. Sectio Iuridica et Politica 25. 2007. 95-119.
- A történeti jogi iskola Franciaországban. Magyar Jog 54. 2007/4. 234-241.
- Remarks on Roman Marriage and Divorce. Annales Universitatis Scientiarum Budapestinensis de Rolando Eötvös nominatae, Sectio Iuridica 48. 2008. 319-340.
- Die Lanze als Macht- und Eigenzumssymbol im antiken Rom. In: Jogtörténeti tanulmányok IX. Szerk. Jusztinger J.–Pókecz-Kovács A. Pécs 2008. 263-292.
- Verba Carminis – On a Cardinal Point of Archaic Roman Law. Acta Jurdica Hungarica 49. 2008/2. 203-220.
- De matrimonio cum manu in iure sacro civilique. In: Cultus deorum. Studia religionum ad historiam II. De rebus aetatis Graecorum et Romanorum. In memoriam István Tóth. Ókortudományi Dolgozatok 2. Szerk. Szabó Á.–Vargyas P. Pécs, 2008. 93-114.
- Kora középkori missziós politika és okirathasználat (Ingo lakomája és levele – egy legenda keletkezése és továbbélése). Jogtörténeti Szemle 2008. különszám 179-185.
- Jogtörténeti adalékok a VIII. századi salzburgi (birtok)jegyzékekhez. Állam- és Jogtudomány 49. 2008/1. 99-108.
- Ingo története Enea Silvio Piccolomini Európájában. In: Varietas Gentium – Communis Latinitas. A XIII. Neolatin Világkongresszus (2006) szegedi előadásai. Szerk. Szörényi L.–Lázár I. D. Szeged 2008. 69-82.
- Jogtörténeti és filológiai megjegyzések a VIII. századi salzburgi birtokjegyzékekhez. Acta Facultatis Politico-Iuridicae Universitatis Scientiarum Budapestinensis de Rolando Eötvös nominatae 44. 2007. 145-174.
- Egyházszervezés a kora középkori Bajorországban – hagiográfia és kánonjog. Jogtudományi Közlöny 63. 2008/12. 608-616.
- Remarks on the 8th Century Registers of Salzburg. Novy Sad Faculty of Law, Collected Papers 42. 2008/3. 401-422.
- Marton Géza és a „modern”büntetőjog. Magyar Jog 55. 2008/9. 636-640.
- De duabus caeremoniis iuris antiqui in Ciceronis oratione pro Murena. Vox Latina 45. 2009. 2-9.
- Cum dignitate otium – Staatsgedanke und forensischen Taktik in Ciceros Rede Pro Sestio. Revue Internationale des Drots de l’Antiquité 56. 2009. 91-114.
- Az államkoncepció megjelenése egy cicerói perbeszédben. Magyar Jog 56. 2009/12. 717-725.
- Tényállás és szónoki taktika a pro Roscio Amerinóban. Jogtudományi Közlöny 64. 2009/11. 457-470.
- Vád és védelem Cicero Pro Planciójában. In: Az ügyész szerepe az eljárásjogokban. Szerk. Osztheimer K. Budapest, KRE ÁJK, 2009. 27-68.
- Personal Status and Social Structure in Early Medieval Bavaria. Acta Juridica Hungarica 50. 2009/1. 85-110.
- An Early-Medieval „Show Trial” – Tasilo III’s Dethronement. In: Crossing Legal Cultures. Eds. Beck Varela, L.–Gutiérrez Vega, P.–Spinosa, A. München, Martin Meidenbauer Verlagsbuchhandlung, 2009. 141-158.
- Adalékok a Lex Baiuvariorum datálásához és lokalizálásához. Jogtörténeti Szemle 2009/1. 19-26.
- Die Geschichte des Ingo und seiner carta sine litteris in der Conversio Bagoariorum et Carantanorum und bei Enea Silvio Piccolomini. In: Turning Points and Breaklines. Eds. Hornyák, Sz.–Juhász, B.–Korsósné Delacasse, K.–Peres, Zs. München, Martin Meidenbauer Verlagsbuchhandlung, 2009. 309-327.
- Remarks on Early Medieval Legal Charters – The Legend of “dux Ingo” and his “carta sine litteris”. Acta Juridica Hungarica 50. 2009/3. 293-309
- A határviták rendezésének szabályai a Lex Baiuvariorumban. Publicationes Universitatis Miskolciensis. Sectio Iuridica et Politica 27/1. 2009. 77-92.
- Römischrechtliche Elemente im Prolog der Lex Baiuvariorum. Annales Universitatis Scientiarum Budapestinensis de Rolando Eötvös nominatae, Sectio Iuridica 50. 2009. 419-429.
- A társasági jog fejlődése Európában. In: Farkas Cs.–Jenovai P.–Nótári T.–Papp T.: Társasági jog. Szeged, Lectum, 2009. 481-509. (=In: Auer Á.–Bakos K.–Buzási B.–Farkas Cs.–Nótári T.–Papp T.: Társasági jog. Szeged, Lectum, 2011. Második kiadás, 579-607.)
- De Iovis sacerdote in caeremoniis matrimoniorum contrahendorum fungendo. Vox Latina 46. 2010. 14-22.
- On Quintus Tullius Cicero’s Commentariolum petitionis. Acta Juridica Hungarica 51. 2010/1. 35-53.
- Contentio dignitatis – tényálláskezelés és szónoki taktika a Pro Plancióban. De Iurisprudentia et Iure Publico 2010/2.
- Cum dignitate otium – Cicero államvezetési koncepciója a Pro Sestio tükrében. Állam- és Jogtudomány 50. 2010. 473-498.
- Bemerkungen zu den sakralrechtlichen Elementen der confarreatio. In: van den Bergh, R.–van Niekerk, G. (eds): Libellus ad Thomasium. Essays in Roman Law, Roman-Dutch Law and Legal History in Honour of Philip Thomas. Pretoria, 2010. 244-256;
- Tényálláskezelés és szónoki taktika a Pro Cluentióban. Publicationes Universitatis Miskolciensis, Sectio Juridica et Politica 28. 2010. 39-84.
- Tényálláskezelés és szónoki taktika a Pro Ligarióban. Jogtudományi Közlöny 65. 2010/9. 415-427.
- La Teoría del Estado de Cicerón en su „Oratio pro Sestio”. Revista de Estudios Histórico-Jurídicos, Sección Historia del Pensamiento Jurídico y Político 32. 2010. 197-217.
- Bestand und Waldel des ciceronianischen Staatsdenkens in seiner Sestiana. Законодавство України: проблеми та перспективи розвитку. Збірник матеріалів XІ. Міжнародної науково-практичної конференції. Kиїв, 2010. 588-601.
- Caesar monarchikus törekvéseinek értékelése Cicero Pro Ligariójának tükrében. In: Máthé G.–Mezey B. (szerk.): Ünnepi tanulmányok Révész T. Mihály 65. születérsnapja tiszteletére. Budapest, Gondolat, 2010. 311-335.
- A cicerói államkoncepció alakulása a Pro rege Deiotaro tükrében. Jogtudományi Közlöny 65. 2010/12. 624-635.
- Staatsdenken und Rhetorik in Ciceros Marcelliana. Fundamina, A Journal of Legal History 16. 2010/2. 64-84.
- Law on Stage – Forensic Strategy in the Trial against Marcus Caelius Rufus. Acta Juricida Hungarica 51. 2010/1. 35-53.
- Tatbestandsbehandlung und rhetorische Taktik in Ciceros Pro Marcello. Сучасні проблеми правової системи України. Збірник матеріалів ІІ. Міжнародної науково-практичної конференції. Kиїв, 2010. 58-75.
- Notwehr oder Tyrannenmord? Tatbestandsbehandlung und forensische Taktik in Ciceros Pro Milone. Revue Internationale des Droits de l’Antiquité 57. 2010. 331-357.
- Remarks on the Relation between the Breves Notitiae and the Notitia Arnonis. Studia Universitatis Babeş-Bolyai Iurisprudentia 2010/2.
- On the Legal and Historical Background of the Liber confraternitatum. Studia Iuridica Caroliensia 5. 2010. 119-125.
- A jogos védelmi helyzet Cicero Milo védelmében tartott beszédében. Magyar Jog 58. 2011/1. 12-22.
- Translatio imperii – adalékok a birodalmak folytonosságának eszméjéhez az európai politikai hagyományban. In: Téglási A. (szerk.): Történelmi tradíciók és az új Alkotmány. Budapest, Az Országgyűlés Alkotmányügyi, igazságügyi és ügyrendi bizottsága, 2011. 74-85.
- Continuity of Empires in European Political Tradition. In: Дерржава i право: Проблеми сталовлення i стратегiя розветку. Суми, Унiверситетька Книга, 2011. 13-16.
- Election Bribery and Forensic Strategy in Cicero’s Planciana. Fundamina 17. 2011/1. 96-111.
- Die „improvisierte” Komödie als forensische Taktik in Ciceros Caeliana. In: Draganova, V.–Kroll, S.–Landerer, H.–Meyer, U. (Hrsg.): Inszenierung des Rechts. Law on Stage. Yearbook of Young Legal History, 6. München, Meidenbauer, 2011. 49-69.
- Tényállás és szónoki narratíva Cicero Pro Cluentiójában. In: Fekete B.–H. Szilágyi I. (szerk.): Iustitia modellt áll. Tanulmányok a „jog és irodalom” köréből. Budapest, Szent István Társulat, 2011. 125-149.
- Translatio imperii – Нека размишљања о континуитету империја у европској политичкој традицији. Гласник Права 2. 2011/2. 15-23. (http://www.jura.kg.ac.rs/index.php/sr/gp_aktuelni.htm)
- Tatbestandsbehandlung und forensiche Taktik in Ciceros Rede für Sextus Roscius. Nova Tellus 29. 2011/1. 129-158.
- Some Remarks on ius vitae ac necis and ius exponendi. Journal on European History of Law. 2011/2. 28-38.
- Jogos védelem és zsarnokölés – tényálláskezelés és állambölcselet a Pro Milonében. In: Jakab É. (szerk.): Római jog és a magánjog fejlődése Európában. Szeged, 2011. 101-125.
- Cicero’s Concept of tyrannis and on the Historical Background of his orationes Caesarianae. In: Historical Legal systems and European Integration, Historic-Legal Section – The Fundamental values of Law, Section of Theory and Philosophy of Law. Bratislava, Comenius University in Bratislava, 2011. 427-434.
- Law of War and Peace in Archaic Rome. In: Вченою радою Київського. Університету права НАН України, протокол №7 від 25.02.2011. Київ, 2011. 23-34.
- Изборни систем и изборна кампања у старом Риму. Зборник радова Правног факултета у Новом Саду. 2011/2. 509-525.
- Cicero államelméletének alakulása a Pro Marcello tükrében. Jogtörténeti Szemle 2011/3. 40-51.
- Kora középkori missziós politika és okirathasználat. In: Mezey B. (szerk.): A szimbólumok üzenete. Budapest, Eötvös, 2011. 355-367.
- Hrodbertus conditor sedis Iuvavensis? Remarks on Gesta Sancti Hrodberti confessoris. Publicationes Universitatis Miskolciensis, Sectio Juridica et Politica 29/1. 2011. 57-71.
- Egy kánonjogi vita irodalmi utóhatása a kora középkori Bajorországban. In: Bónis P.–Mázi A.–Tóth Z. (szerk.): De apicibus iuris disputare. Tanulmányok Máthé Gábor tiszteletére. Budapest, s.e., 2011. 159-182.
- A Lex Baiuvariorum hatása Szent István törvényeire. Jogtudományi Közlöny 66. 2011/9. 417-427.
- Jhering hatása Fritz Schulz jogelv-tanára. In: Frivaldszky J.–Pokol B. (szerk.): Rudolf von Jhering és jogelméletének hatása. Budapest, PPKE JÁK, 2011. 211-219.
- Turning Points in the International History of Legal protection of Intellectual Property – Copyright Law in the National Codification of the Modern Age. In: Bercea, L.–Motica, R. I.–Paşca (eds.): Conferinţa Internaţionala Bianala – Biennal International Conference. Bucareşti, Universul, Juridic, 2011. 122-129.
- Az építészeti alkotások szerzői jogi védelmének fejlődéstörténete. Magyar Jog 58. 2011/9. 537-544. (társszerző Bakos K.)
- Evoluţia dreptului de autor maghiar în perspectivă internaţională. Scientia Iuris. Revistă Româno-Maghiară de Ştiiţne Juridice 1. 2011/3-4. 21-28.
- Az építészeti művek felhasználásának szerzői jogi aspektusai. Állam- és Jogtudomány 52. 2011/1. 75-109. (társszerző Bakos K.)
- További adalékok a Lex Baiuvariorum germán nyelvi elemeihez. In: Sepsi E. (szerk.): Európa – Studia Caroliensia – A Károli Gáspár Református Egyetem 2011-es évkönyve. Budapest, L’Harmattan, 2012. 41-66.
- Codificarea dreptului societăţilor comerciale în epoca modernă. In: Assensio mentium. Studii alese în onoarea prof.univ.dr. Ernest Lupan. Bucareti, C. H. Beck, 2012. 146-164.

## Szerkesztőbizottsági, szervezeti tagság
- Nemzetközi Neolatin Társaság
- Magyar Ókortudományi Társaság
- Szegedi Középkorász Műhely
- Magyarországi Neolatin Társaság
- Magyar Patrisztikai Társaság